# 神新汽船

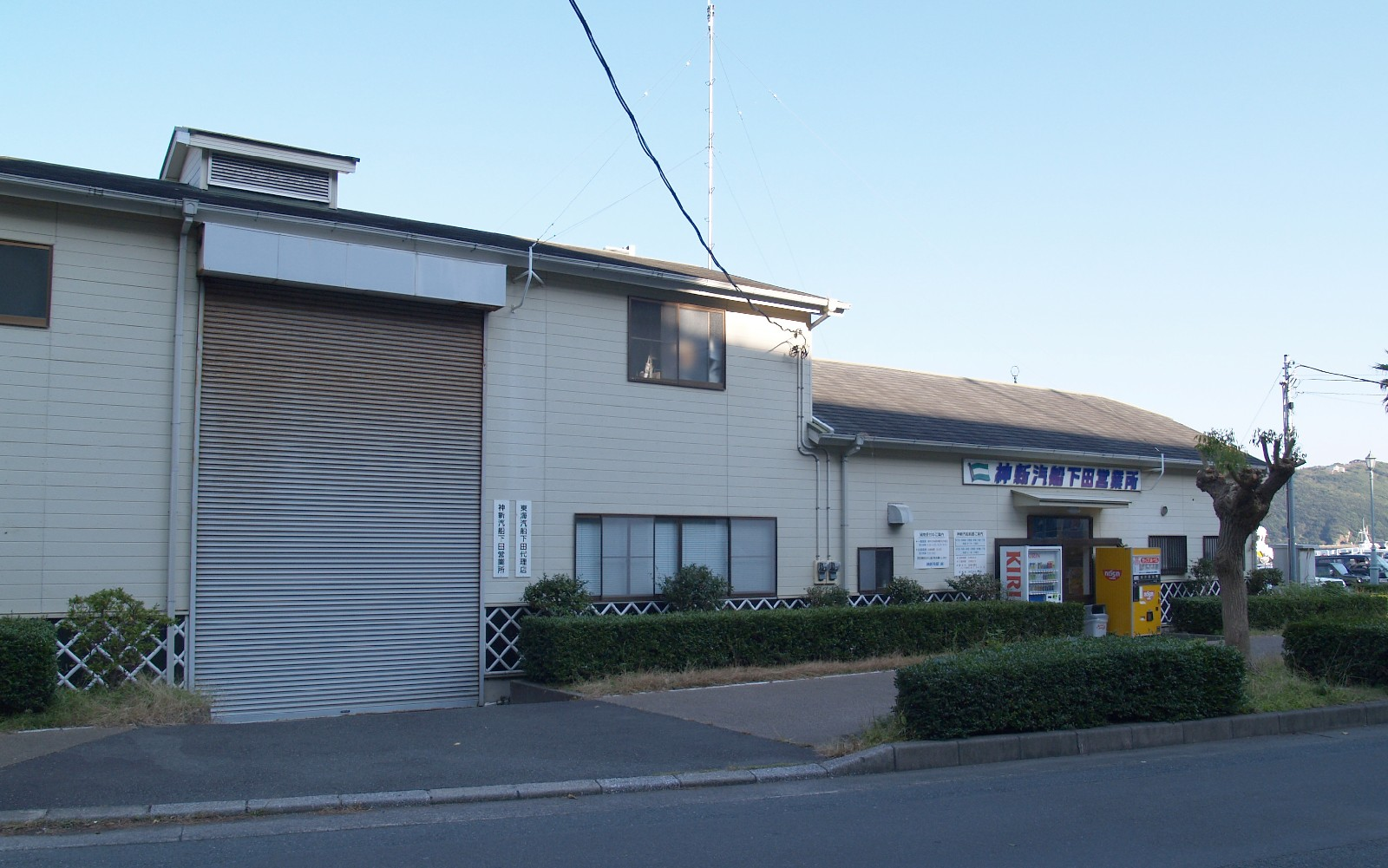
下田営業所（2008年11月）

神新汽船株式会社（しんしんきせん）は、伊豆諸島へ貨客船を運航する日本の海運会社。東海汽船が25%出資しており、連結子会社ではないものの、東海汽船本社（東京都港区）内に本社を置くなど関係が深い。

## 概要
静岡県の下田港から利島・新島・式根島・神津島を廻って、下田港へ帰ってくる航路の貨客船を運航をしている。元々は利島を経由しなかったが、2002年に東海汽船が投入したジェット船の利島への就航率が低く、大型客船の運航がない季節には渡島が困難になるなどの問題が生じたため、利島への追加寄港を行うようになった。各島の回り方は曜日によって変更される。毎週水曜は休航（盆・正月および欠航が続いた場合は臨時運航されることがある）。
各島の客扱・荷役は、東海汽船の代理店が行う。ドック入りの際は伊豆諸島開発の「くろしお丸」が代船として就航する。

## 航路
- 下田港 - 利島 - 新島 - 式根島 - 神津島

火・金・日は利島から順に、月・木・土は神津島から逆順で寄港する。水曜日は運休となる。また、気象条件により、抜港もしくは運休となる場合がある。

## 船舶

### 就航中の船舶

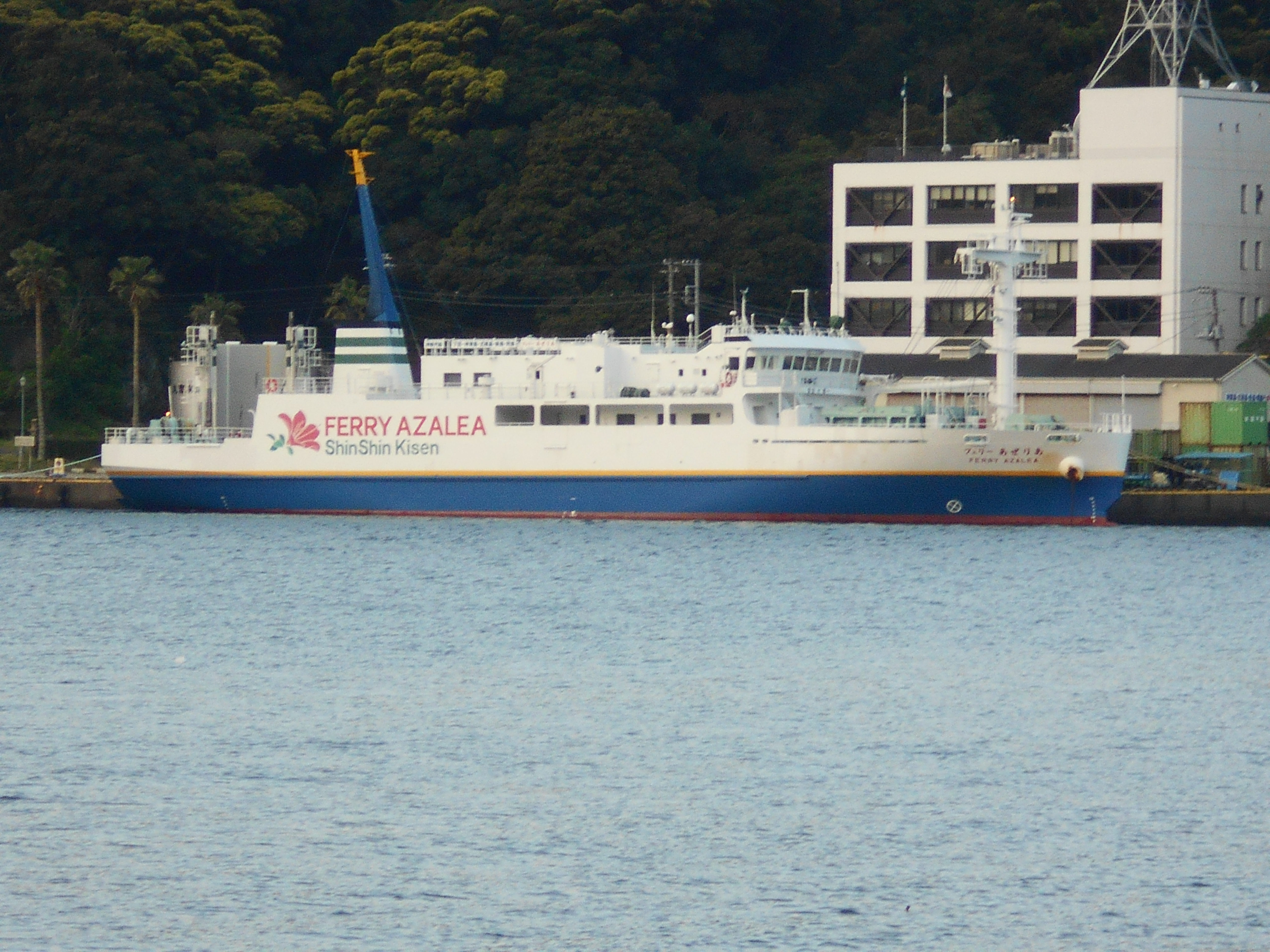
フェリーあぜりあ（2017年4月、下田港にて撮影）

- フェリーあぜりあ

2014年7月24日、東海汽船新船ブログであぜりあ丸老朽化に伴う代替船について発表された。2014年12月18日からの運航予定であったが、天候不良により運休となったため、翌日19日からの運航となった。建造は内海造船瀬戸田工場で行われており、伊豆諸島航路に就航する旅客船ではかめりあ丸以来となる。また、伊豆諸島航路に就航する船舶としては初のランプウェイを装備したカーフェリーになる。日本では数少ないショアランプウェイによる車両輸送とデリッククレーンによるコンテナ輸送が出来るRO/LO船に分類される。例として十島村のフェリーとしま、奄美海運・マリックスライン・マルエーフェリーの一部船舶が存在する。

### 過去の船舶

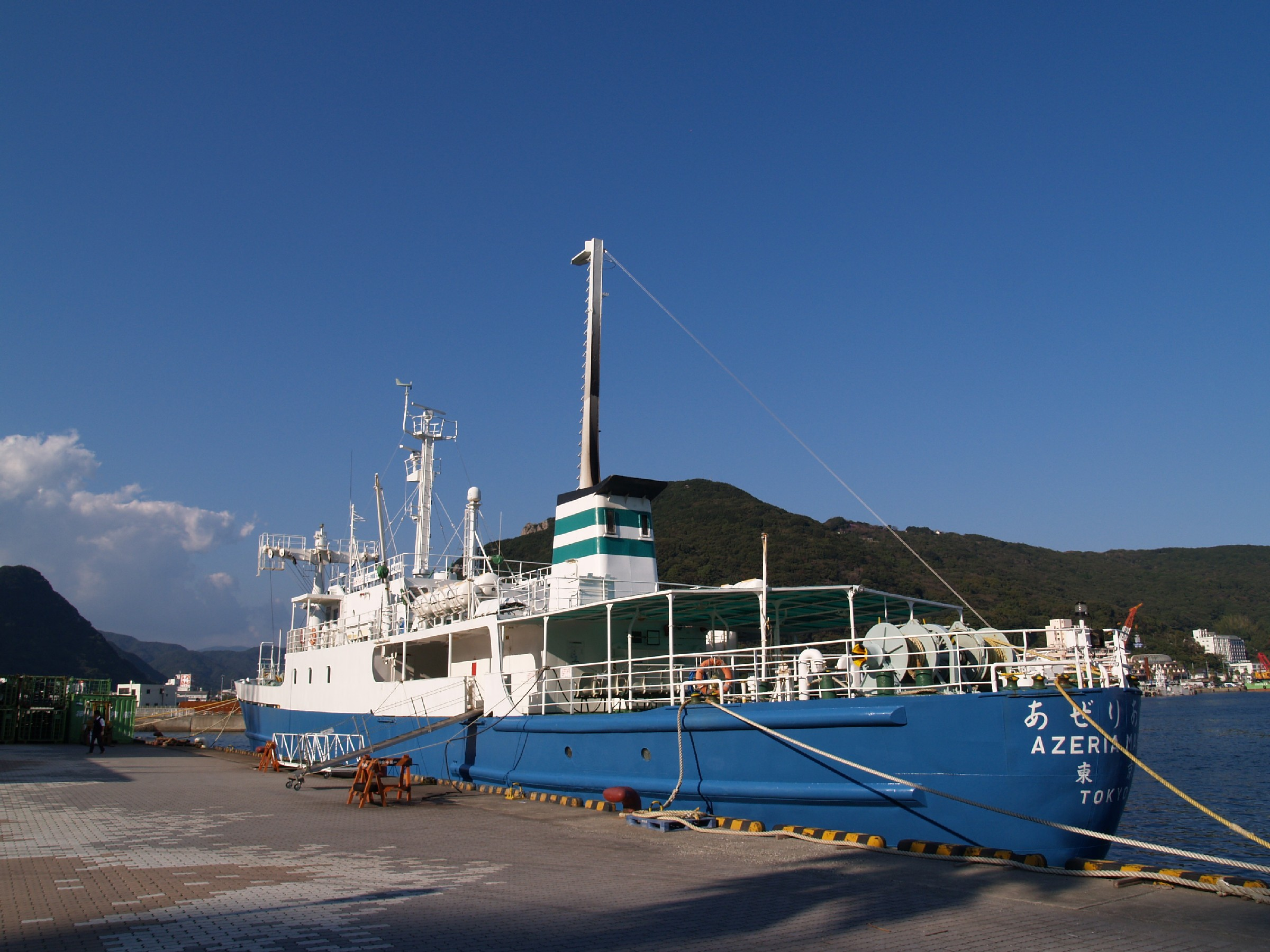
あぜりあ丸（2008年11月、下田港にて撮影）

- あぜりあ丸

1988年2月26日就航、2014年11月18日引退。あじさい丸の代船として三菱重工業下関造船所で建造された。船客定員はあじさい丸の391名より減っている。船容も貨物船的ニュアンスが強くなった。1等室では現在他社ではほとんど見られなくなった、花毛布を折るなど古き伝統を残す船としてファンに知られている。老朽化によりフェリーあぜりあが代船として建造され、引退した。本船の運航終了から新船の就航までの間は、ゆり丸が代船として運航された。
- あじさい丸

1962年就航、1988年2月引退。1978年に神新汽船の設立に合わせて東海汽船から貸し出されて就航した。あぜりあ丸の就航により引退した。

## 営業所
- 本社 - 東京都港区海岸1-16-1
- 下田営業所 - 静岡県下田市三丁目18-22